# Lois McMaster Bujold
Lois McMaster Bujold (Columbus, 2 novembre 1949) è una scrittrice statunitense di romanzi di fantascienza e fantasy, vincitrice svariate volte dei premi Hugo e Nebula.
Il grosso del suo lavoro comprende tre serie separate: il Ciclo dei Vor, quello di Chalion e quello di Sharing Knife.

## Biografia
Nata il 2 novembre 1949 a Columbus nell'Ohio, suo padre, Robert Charles McMaster, era un professore dell'Università statale dell'Ohio specializzato nelle tecniche di saldatura e nei controlli di qualità non distruttivi, meteorologo alla televisione. Il padre era un appassionato lettore di fantascienza e trasmise la sua passione alla figlia, che diventò un'accanita lettrice e per il suo tredicesimo compleanno le regalò un abbonamento a Analog. Tra i suoi autori preferiti in gioventù ci sono stati Poul Anderson, James H. Schmitz, i romanzi per ragazzi di Robert A. Heinlein, Isaac Asimov, Fritz Leiber, L. Sprague de Camp, Mack Reynolds, Arthur C. Clarke, Eric Frank Russell e Zenna Henderson.
Bujold ha scritto che l'esperienza di avere un padre famoso si riflette nei suoi personaggi, come Miles Vorkosigan che crescono sotto l'ombra di un "grande uomo". Avendo osservato questa tendenza in entrambi i generi, Bujold si è chiesta perché è sempre la «sindrome del figlio di un grande uomo» e non «della figlia di un grande uomo». Suo fratello, ingegnere come il padre, l'ha aiutata con i dettagli tecnici nella scrittura di Gravità zero (Falling Free).
Ha studiato letteratura inglese all'Università statale dell'Ohio.
Ebbe le prime esperienze come scrittrice in collaborazione con la sua migliore amica Lillian Stewart quando frequentavano la scuola superiore, poi per molti anni abbandonò l'attività riprendendo negli anni ottanta, inizialmente per hobby, ma scoprendo in breve che solo un'attività come professionista poteva soddisfarla. Completò i suoi tre primi romanzi — L'onore dei Vor (Shards of Honor), L'apprendista ammiraglio (The Warrior's Apprentice), La spia dei Dendarii (Ethan of Athos), tutti facenti parte del Ciclo dei Vor — sono stati scritti rispettivamente nel 1983, 1984 e nel 1985, ma fu solo dopo quattro rifiuti che nel 1986 la Baen Books accettò L'apprendista ammiraglio per la pubblicazione. Sulla base de L'apprendista ammiraglio la Baen Books offrì a Bujold un contratto che comprendeva anche gli altri due libri. Secondo la Baen Book, al 2010, erano state vendute 2 milioni di copie dei romanzi del ciclo.
Bujold è conosciuta soprattutto per la saga dei Vor, una serie di romanzi con protagonisti Miles Vorkosigan, una spia e ammiraglio mercenario interstellare con disabilità fisiche, del pianeta Barrayar. La serie è ambientata circa 1000 anni nel futuro. Oltre ai romanzi dedicati a Miles la serie include anche prequel dedicati ai suoi genitori e seguiti con protagonisti altri personaggi. I primi titoli appartengono al genere della space opera, con abbondanza di battaglie, cospirazioni e svolte nella trama, mentre negli ultimi libri della serie, Miles diventa più un investigatore. In Guerra di strategie (A Civil Campaign), Bujold esplora la commedia romantica nell'alta società, con una trama che secondo la dedica omaggia la scrittrice Georgette Heyer. È incentrata su una cena catastrofica, con malintesi e dialoghi che giustificano il sottotitolo di "Una commedia di biologia e buone maniere".
L'autrice ha affermato che la serie è strutturata sul modello dei libri di Horatio Hornblower, che documentano la vita di una singola persona. Nei suoi temi riflette inoltre Lord Peter Wimsey, l'investigatore creato da Dorothy L. Sayers. Bujold ha anche detto che parte della sfida di scrivere una serie è che molti lettori incontreranno i libri in maniera "completamente casuale" e che quindi deve fornire un contesto sufficiente in ognuno di essi, senza essere eccessivamente ripetitiva. Le stampe più recenti dei libri della saga dei Vor comprendono un'appendice che riassume la cronologia interna della serie. Bujold ha esposto le su opinioni sull'ordine ottimale di lettura della saga dei Vor sul suo blog.
È diventata un membro del science fiction fandom, e della Central Ohio Science Fiction Society ed ha copubblicato StarDate, una fanzine di fantascienza in cui scrive con il nome di Lois McMaster.
Bujold voleva anche entrare nel mercato del fantasy, ma il suo primo tentativo, L'anello dell'incantesimo (The Spirit Ring, 1992), non è stato un successo. Le offerte ricevute da vari editori furono basse e infine lo vendette alla Baen Book in cambio anche della promessa di altri libri della Saga dei Vor. Il libro non incontrò un successo di critica ed ebbe vendite mediocri. Bujold definì questa esperienza come "molto istruttiva". Una decina di anni dopo ritentò con L'ombra della maledizione (The Curse of Chalion, 2001), questa volta con un buon successo, sia critico che commerciale. Il mondo fantasy di Chalion fu concepito sulla base di un corso seguito nel tempo libero all'Università del Minnesota e basato sulla Spagna medievale. Al primo libro ne seguirono altri due.
Successivamente scrisse la tetralogia fantasy romantica The Sharing Knife (2006), che prende a prestito per i suoi panorami e il dialetto dei "contadini" l'Ohio centrale dove era cresciuta.

### Vita privata
Nel 1971 si sposò con John Fredric Bujold, incontrato a una convention di fantascienza due anni prima, ma divorziò all'inizio degli anni 1990, conservando però il cognome. Dal matrimonio ha avuto due figli, Anne nata nel 1978 e Paul nato nel 1981. La figlia Anne Bujold è un'artista del metallo e saldatrice, vicepresidente della Northwest Blacksmith Association. Attualmente Bujold vive a Medicine Lake.
Ha come hobby i cavalli, la chitarra classica e la fotografia.

## Recensioni
Sylvia Kelso, scrisse nel New York Review of Science Fiction:
(.)

## Premi

### Vinti
- Premio Nebula 1989 per il miglior romanzo a Gravità zero (Falling Free)[14]
- Premio Hugo 1990 per il miglior romanzo breve a Le montagne del dolore (The Mountains of Mourning)[14]
- Premio Nebula 1990 per il miglior romanzo breve a Le montagne del dolore[14]
- Premio Hugo 1991 per il miglior romanzo a Il gioco dei Vor (The Vor Game)[14]
- Premio Hugo 1992 per il miglior romanzo a Barrayar[14]
- Premio Locus 1992 per il miglior romanzo di fantascienza a Barrayar[14]
- Premio Hugo 1995 per il miglior romanzo a I due Vorkosigan (Mirror Dance)[14]
- Premio Locus 1995 per il miglior romanzo di fantascienza a I due Vorkosigan[14]
- Premio Mythopoeic per la letteratura fantasy adulta a L'ombra della maledizione (The Curse of Chalion)[15]
- Premio Hugo 2004 per La messaggera delle anime (Paladin of Souls)[15]
- Premio Locus 2004 per il miglior romanzo fantasy a La messaggera delle anime[15]
- Premio Nebula 2005 per il miglior romanzo a La messaggera delle anime[15]
- Premio Ohioana 2007 alla carriera[15]
- Romantic Times 2009 premio per i meriti per la fantascienza/fantasy[15]
- Premio Skylark 2011[15]
- Premio Hugo 2017 per la miglior serie a Vorkosigan Saga[16]
- Premio Hugo 2018 per la miglior serie a World of the Five Gods[17]

### Nomine
- Nominata per il Premio John Wood Campbell per il miglior nuovo scrittore 1987
- Candidato al premio Hugo 1989 per il miglior romanzo Falling Free[18]
- Candidato al premio Nebula 1991 per miglior romanzo breve a Miles Vorkosigan - L'uomo del tempo (Weatherman)[19]
- Candidato al premio Nebula 1992 per miglior romanzo a Barrayar[20]
- Candidato al premio Hugo 1997 per Memory
- Candidato al premio Nebula 1998 per miglior romanzo a Memory[21]
- Candidato al premio Hugo 2000 per il miglior romanzo a Guerra di strategie (A Civil Campaign: a Comedy of Biology and Manners)[22]
- Candidato al premio Nebula 2001 per miglior romanzo a Guerra di strategie (A Civil Campaign: a Comedy of Biology and Manners)[23]
- Candidato al premio Hugo 2002 per il miglior romanzo a L'ombra della maledizione (The Curse of Chalion)[24]
- Candidato al premio Nebula 2004 per miglior romanzo a Immunità diplomatica (Diplomatic Immunity: a Comedy of Terrors[25]
- Candidato al premio Hugo 2005 per il miglior romanzo breve a Festa d'inverno a Barrayar (Winterfair Gifts)[26]
- Candidato al premio Hugo 2011 per il miglior romanzo a La criocamera di Vorkosigan (Cryoburn)[27]
- Candidato al premio Hugo 2013 per il miglior romanzo a Captain Vorpatril's Alliance[28]
- Candidato al premio Hugo 2016 per il miglior romanzo breve a Penric's Demon[29]
- Candidato al premio Hugo 2017 per miglior romanzo breve a Penric and the Shaman[16]

## Opere
Per ogni testo si indica la prima edizione nell'originale inglese e la prima traduzione in lingua italiana. Le serie di romanzi interconnessi sono elencate cronologicamente, in base alla data di pubblicazione del primo episodio di ogni ciclo.

### Ciclo di Putnam
Un trittico di racconti riunito nella raccolta miscellanea Dreamweaver's Dilemma, NESFA Press, 1996.
1. "Barter", in Rod Serling's The Twilight Zone Magazine marzo-aprile 1985.
2. "The Hole Truth", in Rod Serling's The Twilight Zone Magazine dicembre 1986.
3. "Garage Sale", in American Fantasy primavera 1987.

### Ciclo dei Vor (Vorkosigan saga)
La serie è stata originariamente composta in ordine anacronico, ma l'autrice ne ha successivamente ufficializzato la cronologia interna.

#### Prequel autoconclusivi
- Il dilemma della tessitrice di sogni (Dreamweaver's Dilemma) nella raccolta Dreamweaver's Dilemma, NESFA Press, 1996. Trad. Elisabetta Vernier, Robot 57, Delos Books, estate 2009.
- Gravità zero (Falling Free), serializzato in quattro puntate in Analog Science Fiction and Fact dicembre e Natale 1987 e gennaio e febbraio 1988; prima edizione in volume Baen Books, 1988. Trad. Maria Cristina Pietri, Cosmo. Collana di Fantascienza 208, Editrice Nord, 1990.

#### Dilogia di Cordelia Naismith-Vorkosigan
1. L'onore dei Vor (Shards of Honor), Baen Books, 1986. Trad. Gianluigi Zuddas, Cosmo. Collana di Fantascienza 267, Editrice Nord, 1996.
2. Barrayar (Barrayar), serializzato in quattro puntate in Analog Science Fiction and Fact luglio, agosto, settembre e ottobre 1991; prima edizione in volume Baen Books, 1991. Trad. Gianluigi Zuddas, Cosmo Serie Oro. Classici della Narrativa di Fantascienza 131, Editrice Nord, 1993.

#### Saga di Miles Vorkosigan
1. L'apprendista ammiraglio (The Warrior's Apprentice), Baen Books, 1986. Trad. Raffaela Ciampa, Urania 1211, Arnoldo Mondadori Editore, 8 agosto 1993.
2. Il meteorologo (Weatherman), Analog Science Fiction and Fact febbraio 1990; trad. anonima, Analog Fantascienza 1, Phoenix Enterprise Publishing Company, estate 1990. Revisionato, espanso e riedito come Il gioco dei Vor (The Vor Game), Baen Books, 1990; trad. Gianluigi Zuddas, Cosmo Serie Oro. Classici della Narrativa di Fantascienza 123, Editrice Nord, 1992.
3. Cetaganda (Cetaganda), serializzato in quattro puntate in Analog Science Fiction and Fact ottobre, novembre e dicembre 1995; prima edizione in volume Baen Books, 1996. Trad. Gianluigi Zuddas, Cosmo Serie Oro. Classici della Narrativa di Fantascienza 158, Editrice Nord, 1996.
4. La spia dei Dendarii (Ethan of Athos), Baen Books, 1986. Trad. Gianluigi Zuddas, Cosmo. Collana di Fantascienza 274, Editrice Nord, 1996.
5. Il nemico dei Vor (Brothers in Arms), Baen Books, 1989. Trad. Maria Cristina Pietri, Cosmo. Collana di Fantascienza 253, Editrice Nord, 1994.
6. L'eroe dei Vor (Borders of Infinity), Baen Books, 1989; trad. Annarita Guarnieri, Cosmo. Collana di Fantascienza 232, Editrice Nord, 1992. Fix-up di tre romanzi brevi raccordati con una cornice narrativa inedita:
  - Le montagne del dolore (The Mountains of Mourning), Analog Science Fiction and Fact maggio 1989.
  - Il labirinto (Labyrinth), Analog Science Fiction and Fact agosto 1989.
  - I confini dell'infinito (Borders of Infinity), nell'antologia Free Lancers, a cura di Elizabeth Mitchell, Baen Books, 1987.
7. I due Vorkosigan (Mirror Dance), Baen Books, 1994. Trad. Gianluigi Zuddas, Cosmo Serie Oro. Classici della Narrativa di Fantascienza 146, Editrice Nord, 1995.
8. Memory (Memory), Baen Books, 1996. Trad. Gianluigi Zuddas, Cosmo Serie Oro. Classici della Narrativa di Fantascienza 167, Editrice Nord, 1997.
9. Komarr (Komarr), Baen Books, 1998. Trad. Anna Feruglio Dal Dan, Cosmo Serie Oro. Classici della Narrativa di Fantascienza 197, Editrice Nord, 2002.
10. Guerra di strategie (A Civil Campaign: A Comedy of Biology and Manners), Baen Books, 1999. Trad. Anna Feruglio Dal Dan, Cosmo Serie Oro. Classici della Narrativa di Fantascienza 202, Editrice Nord, 2003.
11. Festa d'inverno a Barrayar (Winterfair Gifts), prima edizione in traduzione croata per Algoritam, 2002. Trad. Elisabetta Vernier, Odissea Fantascienza 5, Delos Books, 2006.
12. Immunità diplomatica (Diplomatic Immunity: A Comedy of Terrors), Baen Books, 2002. Trad. Anna Feruglio Dal Dan, Cosmo. Collana di Fantascienza 336, Editrice Nord, 2002.
13. La criocamera di Vorkosigan (Cryoburn), Baen Books, 2010. Trad. Flora Staglianò, Urania 1585, Arnoldo Mondadori Editore, agosto 2012.

#### Midquel autoconclusivi
Si inseriscono come episodi collaterali fra il dodicesimo e il tredicesimo romanzo della saga di Miles Vorkosigan.
- Il segno dell'alleanza (Captain Vorpatril's Alliance), Baen Books, 2012. Trad. Stefano Ternavasio, Urania Jumbo 14, Arnoldo Mondadori Editore, novembre 2020. Si svolge dopo Immunità diplomatica.
- The Flowers of Vashnoi, Spectrum Literary Agency, 2018. Si svolge prima di La criocamera di Vorkosigan.
- La regina rossa (Gentleman Jole and the Red Queen), Baen Books, 2016. Trad. Stefano Ternavasio, Urania Jumbo 23, Arnoldo Mondadori Editore, settembre 2021. Si svolge dopo La criocamera di Vorkosigan.

### Il Mondo dei Cinque Dèi (World of the Five Gods)
Ciascuna sotto-serie di questo ciclo si svolge in una diversa regione di un medesimo pianeta; le tre sequenze sono state composte in ordine anacronico e sono qui elencate secondo la cronologia interna.

#### Weald
- L'incantesimo dello spirito (The Hallowed Hunt), Harper Collins, 2005. Trad. Gianluigi Zuddas, Narrativa Nord 328, Editrice Nord, 2008.

#### Penric & Desdemona
1. Penric's Demon, Spectrum Literary Agency, 2015.
2. Penric and the Shaman, Spectrum Literary Agency, 2016.
3. Penric's Fox, Spectrum Literary Agency, 2017.
4. Masquerade in Lodi, Spectrum Literary Agency, 2020.
5. Penric's Mission, Spectrum Literary Agency, 2016.
6. Mira's Last Dance, Spectrum Literary Agency, 2017.
7. The Prisoner of Limnos, Spectrum Literary Agency, 2017.
8. The Orphans of Raspay, Spectrum Literary Agency, 2019.
9. The Physicians of Vilnoc, Spectrum Literary Agency, 2020.
10. The Assassins of Thasalon, Spectrum Literary Agency, 2021.
11. Knot of Shadows, autopubblicato, 2021.

#### Chalion
1. L'ombra della maledizione (The Curse of Chalion), Harper Collins, 2001. Trad. Annarita Guarnieri e Rosa C. Stoppani, Narrativa Nord 179, Editrice Nord, 2003.
2. La messaggera delle anime (Paladin of Souls), Harper Collins, 2003. Trad. Rossana Terrone, Narrativa Nord 202, Editrice Nord, 2004.

### The Sharing Knife
1. Beguilement, Harper Collins, 2006.
2. Legacy, Harper Collins, 2007.
3. Passage, Harper Collins, 2008.
4. Horizon, Harper Collins, 2009.
5. Knife Children, Spectrum Literary Agency, 2019.

### Romanzi auto-conclusivi
- L'anello dell'incantesimo (The Spirit Ring), Bean Books, 1992. Trad. Claudia Verpelli, Urania Fantasy 1ª serie n. 73, Arnoldo Mondadori Editore, giugno 1994.

### Raccolte di racconti
- Dreamweaver's Dilemma, NESFA Press, 1996. Comprende i romanzi brevi del Ciclo dei Vor Il dilemma della tessitrice di sogni (Dreamweaver's Dilemma) e Le montagne del dolore (The Mountains of Mourning), i tre racconti del ciclo di Putnam, un racconto autoconclusivo e nove saggi di Bujold, con prefazione di Lillian Stewart Carl e paratesti di Suford Lewis.